# Сезон ФК МТК (Будапешт) 1922—1923
Сезон ФК МТК 1922—1923 — сезон угорського футбольного клубу МТК. У чемпіонаті Угорщини команда посіла місце. Також команда стала володарем кубка Угорщини.

## Склад команди
| № | Поз. | Нац.     | Гравець         |
| - | ---- | -------- | --------------- |
|   | ВР   | Угорщина | Ференц Платтко  |
|   | ВР   | Угорщина | Ференц Кропачек |
|   | ВР   | Угорщина | Шандор Фабіан   |
|   | ЗХ   | Угорщина | Дьюла Манді     |
|   | ЗХ   | Угорщина | Деже Ковач      |
|   | ЗХ   | Угорщина | Імре Шенкей     |
|   | ЗХ   | Угорщина | Ласло Гербер    |
|   | ЗХ   | Угорщина | Ференц Кочиш    |
|   | ПЗ   | Угорщина | Вільмош Кертес  |
|   | ПЗ   | Угорщина | Анталь Ваго     |
|   | ПЗ   | Угорщина | Генрік Надлер   |
|   | ПЗ   | Угорщина | Ференц Ньюль    |

| № | Поз. | Нац.     | Гравець            |
| - | ---- | -------- | ------------------ |
|   | ПЗ   | Угорщина | Вільмош Ньюль      |
|   | ПЗ   | Угорщина | Лео Вейс           |
|   | НП   | Угорщина | Дьюла Ракітовський |
|   | НП   | Угорщина | Дьордь Орт         |
|   | НП   | Угорщина | Дьордь Мольнар     |
|   | НП   | Угорщина | Йожеф Браун        |
|   | НП   | Угорщина | Золтан Опата       |
|   | НП   | Угорщина | Анталь Сіклоссі    |
|   | НП   | Угорщина | Дьюла Шенкей       |
|   | НП   | Угорщина | Кальман Шомоді     |
|   | НП   | Угорщина | Дьордь Ласло       |
|   | НП   | Угорщина | Еміль Ріфф         |

## Чемпіонат Угорщини

### Підсумкова турнірна таблиця
|    | Команди      | І  | В  | Н | П  | МЗ | МП | Р   | О  |
| -- | ------------ | -- | -- | - | -- | -- | -- | --- | -- |
| 1  | МТК          | 22 | 17 | 3 | 2  | 61 | 15 | +46 | 37 |
| 2  | Уйпешт       | 22 | 16 | 2 | 4  | 49 | 11 | +38 | 34 |
| 3  | Ференцварош  | 22 | 12 | 8 | 2  | 34 | 17 | +17 | 32 |
| 4  | Вашаш        | 22 | 10 | 8 | 4  | 37 | 31 | +6  | 28 |
| 5  | Тереквеш     | 22 | 9  | 6 | 7  | 41 | 33 | +8  | 24 |
| 6  | ВАК          | 22 | 7  | 7 | 8  | 24 | 28 | -4  | 21 |
| 7  | ІІІ Керюлеті | 22 | 8  | 5 | 9  | 25 | 38 | -13 | 21 |
| 8  | Зуглої       | 22 | 7  | 5 | 10 | 20 | 31 | -11 | 19 |
| 9  | БТК          | 22 | 6  | 5 | 11 | 21 | 36 | -15 | 17 |
| 10 | Кішпешт      | 22 | 3  | 9 | 10 | 15 | 28 | -13 | 15 |
| 11 | МАК          | 22 | 3  | 2 | 17 | 10 | 37 | -27 | 8  |
| 12 | МАФК         | 22 | 2  | 4 | 16 | 10 | 42 | -32 | 8  |

### Матчі у чемпіонаті
| Основний склад | Кількість проведених матчів |
| --- | --------------------------- |
| Платтко Манді Ковач Кертес Надлер Ваго Мольнар Сіклоссі Браун Опата Орт |                             |
| Ференц Платтко (17) |                             |
| Дьюла Манді (21) |                             |
| Деже Ковач (15) |                             |
| Вільмош Кертес (19.1) |                             |
| Генрік Надлер (20.1) |                             |
| Анталь Ваго (15.1) |                             |
| Йожеф Браун (18.7) |                             |
| Дьордь Мольнар (20.19) |                             |
| Дьордь Орт (13.8) |                             |
| Анталь Сіклоссі (21.16) |                             |
| Золтан Опата (18.7) |                             |
| Інші гравці: Ференц Кропачек (2), Шандор Фабіан (2); Ласло Гербер (4), Імре Шенкей (3), Ференц Кочиш (2); Ф.Ньюль (6), Лео Вейс (5), Вільмош Ньюль (2), Дьюла Ракітовський (1); Дьюла Шенкей (15.1), Кальман Шомоді (1), Дьордь Ласло (1), Еміль Ріфф (1); тренер: Анталь Фронц |                             |

### Загальнонаціональний плей-оф
Проводився для команд, що стали переможцями регіональних ліг. МТК грав одразу у фіналі.
| 24 червня 1923 | МТК (Будапешт)   | 2:0        | «Сомбатгей» |  |  |
| | Мольнар Сіклоссі | (протокол) |             |  |  |
| МТК: Кропачек — Манді, І.Шенкей — Кертес, Надлер, Ф.Ньюль — Браун, Мольнар, Орт, Сіклоссі, Опата Сомбатгей: Вейнгард — Прем, Надь — Такач, Вамош, Шютц — Кручлер, Месарош, Гольцбауер, Фаркаш, Немет |                  |            |             |  |  |

## Кубок Угорщини
| 1/4 | МТК | 4:0 | «Сегеді Вашуташ» |  |  |
|     |     |     |                  |  |  |

| 1/2 31.05.1923 | МТК | 3:1 | «Ференцварош» |  |  |
|                |     |     |               |  |  |

| Фінал 17 червня 1923 | МТК                                | 4:1  | «Уйпешт»   | Будапешт                                              |  |
| | 14' Опата 30' 38' Сіклоссі 74' Орт | звіт | Паулус 81' | Стадіон: «Юллеї ут» Глядачі: 7 000 Суддя: Йожеф Гайош |  |
| МТК: Кропачек — Манді, І.Шенкей — Кертес, Надлер, Ф.Ньюль — Браун, Мольнар, Орт, Сіклоссі, Опата Уйпешт: Ремете — К.Фогль, Й.Фогль — Ф.Келеченьї, Баубах, Кірай — Паулус, Блучон, Прібой, Шаллер, Сідон |                                    |      |            |                                                       |  |

## Товариські матчі
| ТМ 10.09.1922 | Аматоре (Відень) | 3:0        | МТК | Відень                                |  |
| | К. Конрад Сватош | (протокол) |     | Глядачі: 18 000 Суддя: Давид Грюнбаум |  |
| Аматоре: Йоахім, Гайкенвельдер, Гільтль, Курц, Е. Конрад, Кек, К. Конрад, Сватош... МТК: Платтко, Манді, Браун, Мольнар... |                  |            |     |                                       |  |

| ТМ 14.12.1922 | Барселона | 0:0  | МТК (Будапешт) | Барселона   |  |
| |           | звіт |                | Суддя: Боас |  |
| Барселона: Бругерра, Планас, Сурроса, Торральба, Санчо, Самітьєр, Віньяльс, П'єра, Грасія, Аргемі, Сажи-Барба МТК: Платтко, Манді, Ковач, В.Кертес, Ньюль, Ваго, Мольнар, Орт, Шаффер, Шиклоссі, Опата |           |      |                |             |  |

| ТМ 26.12.1922 | Барселона | 0:0  | МТК (Будапешт) | Барселона   |  |
| |           | звіт |                | Суддя: Боас |  |
| Барселона: Бругерра, Планас, Сурроса, Торральба, Бланко, Самітьєр, Селлья І, П'єра, Грасія, Мартінес, Сажи-Барба МТК: Платтко, Манді, Ковач, В.Кертес, Ньюль, Ваго, Д.Шенкей, Мольнар, Орт, Шаффер, Опата |           |      |                |             |  |

| ТМ 31.12.1922 | Атлетік (Більбао) | 1:2  | МТК (Будапешт) | Більбао                                 |  |
| | Аседо             | звіт | Орт Шаффер     | Стадіон: Сан-Мамес Суддя: Педро Вальяна |  |
| Атлетік: М.Відаль, Роуссе, Бегирістайн, Сабіно, Ларраса, Легаррета, Герман, Елекспуру, Сесумага, Г.Кармело, Аседо МТК: Платтко, Манді, Ковач, Кертес, Нуль, Ваго, Браун, Мольнар, Орт, Шаффер, Опата |                   |      |                |                                         |  |

| ТМ 1.01.1923 | Атлетік (Більбао) | 1:3  | МТК (Будапешт)   | Більбао                                  |  |
| | Елекспуру пен.'   | звіт | Орт Шаффер Опата | Стадіон: Сан-Мамес Суддя: Пелайо Серрано |  |
| Атлетік: Аманн, Роуссе, Бегирістайн, Сауса, Ларраса, Легаррета, Герман, Елекспуру, Травієсо, Г.Кармело, Аседо МТК: Платтко, Манді, Ковач, Кертес, Нуль, Ваго, Браун, Мольнар, Орт, Шаффер, Опата |                   |      |                  |                                          |  |

| ТМ 29.10.1922 | МТК (Будапешт)              | 3:0  | Вінер Шпорт-Клуб | Будапешт                                       |  |
| | Сіклоссі 5' Мольнар 61' 72' | звіт |                  | Глядачі: 10 000 Суддя: Йожеф Шіслер (Угорщина) |  |
| МТК: Платтко, Манді, Ковач, Кертес, Радлер, Ваго, Браун, Мольнар, Орт, Сіклосі, Опата Вінер: Е.Кангаузер, Беєр, Тойфель, Пацак, Ловак, Занкль, Бауер, Й.Кангаузер, К.Кангаузер, Паммер, Гібіш |                             |      |                  |                                                |  |

| ТМ 22.10.1922 | МТК (Будапешт)                         | 5:1  | Рапід (Відень) | Будапешт                                                   |  |
| | Орт 5' 50' 76' Сіклоссі 35' Мольнар ?' | звіт | 25' Уріділь    | Стадіон: МТК-Стадіон Глядачі: 12 000 Суддя: Міхай Іванішич |  |
| МТК: Фабіан, Манді, Ковач, Кертес, Радлер, Ваго, Браун, Мольнар, Орт, Сіклосі, Опата Рапід: Паулер, Штейскаль, Попович, Регнард, Машек, Шлоссер, Вондрак, Вітка, Кутан, Уріділ, Весели |                                        |      |                |                                                            |  |

| ТМ 29.04.1923 | МТК         | 2:3        | Аматоре (Відень)                    | Будапешт                          |  |
| | Орт 41' 47' | (протокол) | Морокутті 14' Шаффер 24' Вецера 53' | Глядачі: 30 000 Суддя: Теодор Кіш |  |
| МТК: Кропачек, Манді (46, Кох), І.Шенкей, Кертес, Радлер, Ваго, Браун, Мольнар, Орт, Сіклоссі, Кішш Аматоре: Глоусек (46' Йоахім), Тандлер, Гільтль, Курц, Фукс (46' Вецера), Гаєр, Морокутті, Сватош, Шаффер, Візер, Гансль |             |            |                                     |                                   |  |

| ТМ 10.05.1923 | Вінер Шпорт-Клуб  | 2:3  | МТК (Будапешт)          | Відень                                                           |  |
| | Повольний 29' 30' | звіт | 25' 40' Мольнар 54' Орт | Стадіон: Гоге Варте Глядачі: 35 000 Суддя: Макс Земанн (Австрія) |  |
| Вінер: Е.Кангаузер, Беєр, Тойфель,Ловак, Відерманн, Планк, Бауер, Тімлер (Й.Кангаузер, 46), К.Кангаузер, Повольний, Гібіш МТК: Фабіан, Манді, І.Шенкей, В.Кертес, Радлер (Ваго, 46), Ньюль, Браун, Мольнар, Орт, Сіклоссі, Опата |                   |      |                         |                                                                  |  |

| ТМ 29.06.1923 | Рапід (Відень)                                            | 5:4  | МТК (Будапешт)                         | Відень                                                  |  |
| | Весели 1' 36' Бауер 30' Кутан 59' Брандштеттер 77' (пен.) | звіт | 3' (пен.) 47' 68' Мольнар 64' Сіклоссі | Стадіон: Рапідплац Глядачі: 20 000 Суддя: Адольф Кінзль |  |
| Рапід: Тіллер, Дітріх, Попович, Машек, Брандштеттер, Ніч, Вондрак, Кірбес (Ріхтер, 46), Кутан, Бауер, Весели МТК: Еропачек, Манді, І.Шенкей, В.Кертес, Ньюль, Радлер, Ласло, Мольнар, Орт, Сіклоссі, Опата |                                                           |      |                                        |                                                         |  |